# Dendropemon elegans
Dendropemon elegans är en tvåhjärtbladig växtart som beskrevs av Kuijt. Dendropemon elegans ingår i släktet Dendropemon och familjen Loranthaceae. Inga underarter finns listade i Catalogue of Life.